# Cessna 206
Cessna 206 är ett högvingat, enmotorigt flygplan med ett fast landställ från Cessna. Den sexsitsiga modellen av Cessnas serie av enmotoriga flygplan introducerades 1964 och fanns i produktion fram till 1986. Modellen introducerades på nytt under 1998 och finns sedan dess kvar i Cessnas sortiment.

## Varianter
- Cessna 205 är utvecklade från Cessna 210 men har till skillnad från denna fasta landställ istället för infällbart sådant. Cessna 205 är högvingad, enmotorig och försedd med ett landställ av noshjulstyp. Tillverkades endast 1963 och 1964.
- Cessna 206
- Cessna 207 är det största enmotoriga kolvmotorflygplan som Cessna tillverkat. Det är ett högvingat helmetallplan av konventionell konstruktion med fast landställ, i grunden är det en förlängd och förstorad variant av Cessna 206, 300 hk Continental IO-520 motor. Planet är sju och åttasitsigt.